# Iwan Bilossjuk
Iwan Petrowytsch Bilossjuk (ukrainisch Іван Петрович Білосюк, wiss. Transliteration Ivan Petrovyč Bilosjuk, * 18. Januar 1984 in Laseschtschyna) ist ein ehemaliger ukrainischer Skilangläufer.

## Werdegang
Bilossjuk, der für den Dynamo Rachiw startete, trat international erstmals bei den Junioren-Weltmeisterschaften 2003 in Sollefteå in Erscheinung. Dort waren der 32. Platz im 30-km-Massenstartrennen und der 13. Rang mit der Staffel seine besten Platzierungen. Seine besten Resultate im folgenden Jahr bei den Junioren-Weltmeisterschaften in Stryn waren der 12. Platz im Sprint und der neunte Rang mit der Staffel. Sein Debüt im Weltcup hatte er im Oktober 2004 in Düsseldorf, welches er auf dem 45. Platz im Sprint beendete. In der Saison 2005/06 holte er in Düsseldorf mit dem 26. Platz im Sprint seine ersten Weltcuppunkte und erreichte beim Balkan-Cup in Bursa mit dem zweiten Platz über 15 km Freistil seine einzige Podestplatzierung im Continental-Cup. Bei den U23-Weltmeisterschaften 2006 in Kranj lief er auf den 43. Platz über 15 km klassisch und auf den zehnten Rang im Sprint. Beim Saisonhöhepunkt, den Olympischen Winterspielen 2006 in Turin, kam er auf den 40. Platz im Sprint und zusammen mit Witalij Marziw auf den 17. Rang im Teamsprint. In den folgenden Jahren bis zu seinem Karriereende im Jahre 2017 nahm er vorwiegend am Eastern-Europe-Cup und an FIS-Rennen teil, wo er meist Platzierungen im Mittelfeld belegte. Seine besten Ergebnisse bei der Winter-Universiade 2009 in Yabuli waren der 17. Platz im Sprint und der siebte Rang mit der Staffel. Im Sommer 2009 errang er bei den Rollerski-Weltmeisterschaften in Piglio den 18. Platz im Sprint, jeweils den 17. Platz im 15-km-Massenstartrennen sowie über 5 km klassisch und den sechsten Platz mit der Staffel. Im Weltcup kam er im Januar 2010 in Rybinsk mit dem 28. Platz im Sprint nochmals in die Punkteränge. Bei der Winter-Universiade 2011 in Erzurum kam er bei allen Wettbewerben unter die ersten Zehn. Im Mixed-Teamsprint holte er zusammen mit Kateryna Hryhorenko die Bronzemedaille. Seinen besten Ergebnisse bei den nordischen Skiweltmeisterschaften 2011 in Oslo waren der 46. Platz im Sprint und zusammen mit Oleksij Schwydkyj der 23. Rang im Teamsprint. Im Sommer 2013 belegte er bei den Rollerski-Weltmeisterschaften in Bad Peterstal den 22. Platz über 20 km Freistil, den 21. Rang im Sprint und den sechsten Platz im Teamsprint. 
Er war von 2021 bis 2024 mit der Biathletin Olena Pidhruschna verheiratet.

## Teilnahmen an Weltmeisterschaften und Olympischen Winterspielen

### Olympische Winterspiele
- 2006 Turin: 17. Platz Teamsprint klassisch, 40. Platz Sprint Freistil

### Nordische Skiweltmeisterschaften
- 2011 Oslo: 23. Platz Teamsprint klassisch, 46. Platz Sprint Freistil, 65. Platz 50 km Freistil Massenstart, 72. Platz 15 km klassisch